# 特羅斯京卡
50°3′33″N 30°21′40″E / 50.05917°N 30.36111°E
特羅斯廷卡（烏克蘭語：Тростинка）是位於烏克蘭北部的村莊，由基辅州奧布希夫區的瓦西利基夫市鎮負責管轄。該村始建於1432年，面積5.91平方公里，海拔高度174米，2001年人口824，人口密度每平方公里139.5人。